# Roccanova
Roccanova är en ort och kommun i provinsen Potenza i regionen Basilicata i Italien. Kommunen hade 1 477 invånare (2017).